# Happy Valley (Peking)
Koordinaten: 39° 51′ 59″ N, 116° 29′ 19″ O
Happy Valley (chinesisch 欢乐谷) ist ein chinesischer Freizeitpark in Peking, der am 9. Juli 2006 eröffnet wurde. Er wird von der OCT Group betrieben, die auch andere Freizeitparks in China betreiben.

## Liste der Achterbahnen

### Bestehende Achterbahnen
| Name                                                                        | Typ                                  | Hersteller           | Eröffnungsjahr |
| --------------------------------------------------------------------------- | ------------------------------------ | -------------------- | -------------- |
| Crystal Wing / 水晶神翼 / Shuǐ Jīng Shén Yì                                 | Flying Coaster                       | Bolliger & Mabillard | 2006           |
| Extreme Rusher / 极速飞车                                                   | Launched Coaster                     | S&S                  | 2011           |
| Family Inverted Coaster / 家庭过山车                                        | Inverted Coaster, Familienachterbahn | Bolliger & Mabillard | 2018           |
| Flight of the Himalayan Eagle Music Roller Coaster / 喜马拉雅雄鹰音乐过山车 | Stahlachterbahn ohne Inversionen     | Bolliger & Mabillard | 2019           |
| Golden Wings over the Snowfield / 雪域金翅                                  | Inverted Coaster                     | Vekoma               | 2006           |
| Jungle Racing / 丛林飞车                                                    | Minenachterbahn                      | Vekoma               | 2006           |

### Geschlossene Achterbahnen
| Name                    | Typ                          | Hersteller   | Eröffnungsjahr | Schließungsjahr |
| ----------------------- | ---------------------------- | ------------ | -------------- | --------------- |
| Harvest Time / 丰收时刻 | Wilde Maus, Spinning Coaster | Golden Horse | 2006           | 2014            |